# Пеовић
Пеовић је презиме које носе Срби православци пореклом из села Лактац у Далмацији. Славе светог Јоакима и Ану као крсну славу.